# Selección de fútbol sub-20 de México
La selección de fútbol sub 20 de México es el equipo masculino representativo de la Federación Mexicana de Fútbol (la cual es miembro de la CONCACAF) en las competiciones oficiales de la categoría sub-20.

## Historia
Surgió como categoría juvenil, sin un límite de edad definido, en 1962 para participar en el primer torneo juvenil de Concacaf en Panamá. Se transformó en categoría sub-21 en 1977 para participar en el torneo clasificatorio para la primera Copa del Mundo Juvenil de la FIFA, para posteriormente convertirse en sub-20, cuando se estableció esta división como el límite para el mencionado torneo.
La selección participó en el primer mundial de esta categoría en Túnez 1977, donde obtuvo su mejor resultado hasta la fecha. En la crónica de esa Copa del Mundo, cita la página web de la FIFA: 

"México dio la gran campanada del torneo. Los tricolores no solo impresionaron llegando a la final, sino que desplegaron un juego ofensivo de una belleza exquisita a todas luces. Además, terminaron el torneo como el segundo mejor en ataque (11 goles) por detrás de Brasil (13 goles). Su gran hazaña fue eliminar en semifinales a los auriverdes, que eran los grandes favoritos, después de realizar una magnífica primera ronda. Tras abrir el marcador, los mexicanos se dejaron empatar, pero resistieron bien la carga de los incisivos atacantes brasileños. Terminaron ganando el partido en la tanda de penales. Rendimiento que, sin embargo, no pudieron repetir en la final contra la Unión Soviética. Donde cayeron en la ronda de tiros penal."

## Estadísticas

### Campeonato Sub-20 de la Concacaf
| Edición                            | Resultado        | PJ  | PG  | PE | PP | GF  | GC |
| Panamá 1962                        | Campeón          | 6   | 4   | 2  | 0  | 19  | 5  |
| ---------------------------------- | ---------------- | --- | --- | -- | -- | --- | -- |
| Guatemala 1964                     | Primera fase     | 3   | 1   | 1  | 1  | 3   | 2  |
| Cuba 1970                          | Campeón          | 4   | 3   | 1  | 0  | 13  | 2  |
| México 1973                        | Campeón          | 4   | 4   | 0  | 0  | 12  | 1  |
| Canadá 1974                        | Campeón          | 5   | 4   | 1  | 0  | 21  | 0  |
| Puerto Rico 1976                   | Campeón          | 8   | 7   | 1  | 0  | 33  | 3  |
| Honduras 1978                      | Campeón          | 8   | 7   | 0  | 1  | 22  | 4  |
| Estados Unidos 1980                | Campeón          | 6   | 4   | 2  | 0  | 12  | 2  |
| Guatemala 1982                     | No participó     | -   | -   | -  | -  | -   | -  |
| Trinidad y Tobago 1984             | Campeón          | 8   | 7   | 1  | 0  | 16  | 3  |
| Trinidad y Tobago 1986             | Primera fase     | 4   | 2   | 1  | 1  | 4   | 4  |
| Guatemala 1988                     | Subcampeón       | 7   | 6   | 0  | 1  | 19  | 6  |
| Guatemala 1990                     | Campeón          | 5   | 5   | 0  | 0  | 17  | 2  |
| Canadá 1992                        | Campeón          | 6   | 3   | 3  | 0  | 11  | 2  |
| Honduras 1994                      | Primera fase     | 3   | 2   | 0  | 1  | 8   | 6  |
| México 1996                        | Subcampeón       | 5   | 4   | 1  | 0  | 11  | 3  |
| Trinidad y Tobago & Guatemala 1998 | Clasificado      | 3   | 3   | 0  | 0  | 9   | 2  |
| Canadá & Trinidad y Tobago 2001    | No clasificó     | 3   | 1   | 1  | 1  | 3   | 2  |
| Panamá & Estados Unidos 2003       | Clasificado      | 3   | 2   | 0  | 1  | 7   | 3  |
| Estados Unidos & Honduras 2005     | No clasificó     | 3   | 1   | 0  | 2  | 2   | 4  |
| Panamá & México 2007               | Clasificado      | 3   | 2   | 1  | 0  | 5   | 1  |
| Trinidad y Tobago 2009             | Primera fase     | 3   | 0   | 1  | 2  | 2   | 5  |
| Guatemala 2011                     | Campeón          | 5   | 5   | 0  | 0  | 18  | 2  |
| México 2013                        | Campeón          | 5   | 5   | 0  | 0  | 15  | 1  |
| Jamaica 2015                       | Campeón          | 6   | 4   | 2  | 0  | 19  | 4  |
| Costa Rica 2017                    | Tercer lugar     | 5   | 4   | 0  | 1  | 15  | 2  |
| Estados Unidos 2018                | Subcampeón       | 8   | 5   | 2  | 1  | 34  | 6  |
| Honduras 2022                      | Cuartos de final | 5   | 3   | 2  | 0  | 20  | 1  |
| México 2024                        | Campeón          | 6   | 5   | 1  | 0  | 13  | 4  |
| Total                              |                  | 140 | 103 | 24 | 13 | 371 | 79 |

### Copa Mundial Sub-20
| Edición                     | Resultado        | PJ           | PG           | PE           | PP           | GF           | GC           |              |
| --------------------------- | ---------------- | ------------ | ------------ | ------------ | ------------ | ------------ | ------------ | ------------ |
| Túnez 1977                  | Subcampeón       | 5            | 1            | 4            | 0            | 11           | 5            |              |
| Japón 1979                  | Primera fase     | 3            | 0            | 2            | 1            | 3            | 4            |              |
| Australia 1981              | Primera fase     | 3            | 0            | 2            | 1            | 4            | 5            |              |
| México 1983                 | Primera fase     | 3            | 0            | 1            | 2            | 2            | 4            |              |
| Unión Soviética 1985        | Cuartos de final | 4            | 3            | 0            | 1            | 7            | 3            |              |
| Chile 1987                  | No clasificó     | No clasificó | No clasificó | No clasificó | No clasificó | No clasificó | No clasificó | No clasificó |
| Arabia Saudita 1989         | Suspendido       | Suspendido   | Suspendido   | Suspendido   | Suspendido   | Suspendido   | Suspendido   | Suspendido   |
| Portugal 1991               | Cuartos de final | 4            | 1            | 2            | 1            | 7            | 5            |              |
| Australia 1993              | Cuartos de final | 4            | 2            | 1            | 1            | 6            | 3            |              |
| Catar 1995                  | No clasificó     | No clasificó | No clasificó | No clasificó | No clasificó | No clasificó | No clasificó | No clasificó |
| Malasia 1997                | Octavos de final | 4            | 1            | 1            | 2            | 6            | 3            |              |
| Nigeria 1999                | Cuartos de final | 5            | 3            | 1            | 1            | 9            | 5            |              |
| Argentina 2001              | No clasificó     | No clasificó | No clasificó | No clasificó | No clasificó | No clasificó | No clasificó | No clasificó |
| Emiratos Árabes Unidos 2003 | Primera fase     | 3            | 0            | 1            | 2            | 2            | 5            |              |
| Países Bajos 2005           | No clasificó     | No clasificó | No clasificó | No clasificó | No clasificó | No clasificó | No clasificó | No clasificó |
| Canadá 2007                 | Cuartos de final | 5            | 4            | 0            | 1            | 10           | 3            |              |
| Egipto 2009                 | No clasificó     | No clasificó | No clasificó | No clasificó | No clasificó | No clasificó | No clasificó | No clasificó |
| Colombia 2011               | Tercer lugar     | 7            | 3            | 2            | 2            | 10           | 6            |              |
| Turquía 2013                | Octavos de final | 4            | 1            | 0            | 3            | 6            | 6            |              |
| Nueva Zelanda 2015          | Primera fase     | 3            | 1            | 0            | 2            | 2            | 5            |              |
| Corea del Sur 2017          | Cuartos de final | 5            | 2            | 1            | 2            | 4            | 4            |              |
| Polonia 2019                | Primera fase     | 3            | 0            | 0            | 3            | 1            | 6            |              |
| Argentina 2023              | No clasificó     | No clasificó | No clasificó | No clasificó | No clasificó | No clasificó | No clasificó | No clasificó |
| Chile 2025                  | Clasificado      | Clasificado  | Clasificado  | Clasificado  | Clasificado  | Clasificado  | Clasificado  | Clasificado  |
| Total                       | 17/24            | 65           | 22           | 18           | 25           | 90           | 72           |              |

### Juegos Centroamericanos y del Caribe
| Edición                         | Resultado                                                             | Posición                                                              | PJ                                                                    | PG                                                                    | PE                                                                    | PP                                                                    | GF                                                                    | GC                                                                    |
| ------------------------------- | --------------------------------------------------------------------- | --------------------------------------------------------------------- | --------------------------------------------------------------------- | --------------------------------------------------------------------- | --------------------------------------------------------------------- | --------------------------------------------------------------------- | --------------------------------------------------------------------- | --------------------------------------------------------------------- |
| Ciudad de México 1926           | No se disputó torneo de fútbol                                        | No se disputó torneo de fútbol                                        | No se disputó torneo de fútbol                                        | No se disputó torneo de fútbol                                        | No se disputó torneo de fútbol                                        | No se disputó torneo de fútbol                                        | No se disputó torneo de fútbol                                        | No se disputó torneo de fútbol                                        |
| La Habana 1930                  | De 1930 a 1938 los Juegos fueron disputados por selecciones absolutas | De 1930 a 1938 los Juegos fueron disputados por selecciones absolutas | De 1930 a 1938 los Juegos fueron disputados por selecciones absolutas | De 1930 a 1938 los Juegos fueron disputados por selecciones absolutas | De 1930 a 1938 los Juegos fueron disputados por selecciones absolutas | De 1930 a 1938 los Juegos fueron disputados por selecciones absolutas | De 1930 a 1938 los Juegos fueron disputados por selecciones absolutas | De 1930 a 1938 los Juegos fueron disputados por selecciones absolutas |
| San Salvador 1935               | De 1930 a 1938 los Juegos fueron disputados por selecciones absolutas | De 1930 a 1938 los Juegos fueron disputados por selecciones absolutas | De 1930 a 1938 los Juegos fueron disputados por selecciones absolutas | De 1930 a 1938 los Juegos fueron disputados por selecciones absolutas | De 1930 a 1938 los Juegos fueron disputados por selecciones absolutas | De 1930 a 1938 los Juegos fueron disputados por selecciones absolutas | De 1930 a 1938 los Juegos fueron disputados por selecciones absolutas | De 1930 a 1938 los Juegos fueron disputados por selecciones absolutas |
| Panamá 1938                     | De 1930 a 1938 los Juegos fueron disputados por selecciones absolutas | De 1930 a 1938 los Juegos fueron disputados por selecciones absolutas | De 1930 a 1938 los Juegos fueron disputados por selecciones absolutas | De 1930 a 1938 los Juegos fueron disputados por selecciones absolutas | De 1930 a 1938 los Juegos fueron disputados por selecciones absolutas | De 1930 a 1938 los Juegos fueron disputados por selecciones absolutas | De 1930 a 1938 los Juegos fueron disputados por selecciones absolutas | De 1930 a 1938 los Juegos fueron disputados por selecciones absolutas |
| Barranquilla 1946               | De 1946 a 1986 los Juegos fueron disputados por selecciones amateur   | De 1946 a 1986 los Juegos fueron disputados por selecciones amateur   | De 1946 a 1986 los Juegos fueron disputados por selecciones amateur   | De 1946 a 1986 los Juegos fueron disputados por selecciones amateur   | De 1946 a 1986 los Juegos fueron disputados por selecciones amateur   | De 1946 a 1986 los Juegos fueron disputados por selecciones amateur   | De 1946 a 1986 los Juegos fueron disputados por selecciones amateur   | De 1946 a 1986 los Juegos fueron disputados por selecciones amateur   |
| Guatemala 1950                  | De 1946 a 1986 los Juegos fueron disputados por selecciones amateur   | De 1946 a 1986 los Juegos fueron disputados por selecciones amateur   | De 1946 a 1986 los Juegos fueron disputados por selecciones amateur   | De 1946 a 1986 los Juegos fueron disputados por selecciones amateur   | De 1946 a 1986 los Juegos fueron disputados por selecciones amateur   | De 1946 a 1986 los Juegos fueron disputados por selecciones amateur   | De 1946 a 1986 los Juegos fueron disputados por selecciones amateur   | De 1946 a 1986 los Juegos fueron disputados por selecciones amateur   |
| Ciudad de México 1954           | De 1946 a 1986 los Juegos fueron disputados por selecciones amateur   | De 1946 a 1986 los Juegos fueron disputados por selecciones amateur   | De 1946 a 1986 los Juegos fueron disputados por selecciones amateur   | De 1946 a 1986 los Juegos fueron disputados por selecciones amateur   | De 1946 a 1986 los Juegos fueron disputados por selecciones amateur   | De 1946 a 1986 los Juegos fueron disputados por selecciones amateur   | De 1946 a 1986 los Juegos fueron disputados por selecciones amateur   | De 1946 a 1986 los Juegos fueron disputados por selecciones amateur   |
| Caracas 1959                    | De 1946 a 1986 los Juegos fueron disputados por selecciones amateur   | De 1946 a 1986 los Juegos fueron disputados por selecciones amateur   | De 1946 a 1986 los Juegos fueron disputados por selecciones amateur   | De 1946 a 1986 los Juegos fueron disputados por selecciones amateur   | De 1946 a 1986 los Juegos fueron disputados por selecciones amateur   | De 1946 a 1986 los Juegos fueron disputados por selecciones amateur   | De 1946 a 1986 los Juegos fueron disputados por selecciones amateur   | De 1946 a 1986 los Juegos fueron disputados por selecciones amateur   |
| Kingston 1962                   | De 1946 a 1986 los Juegos fueron disputados por selecciones amateur   | De 1946 a 1986 los Juegos fueron disputados por selecciones amateur   | De 1946 a 1986 los Juegos fueron disputados por selecciones amateur   | De 1946 a 1986 los Juegos fueron disputados por selecciones amateur   | De 1946 a 1986 los Juegos fueron disputados por selecciones amateur   | De 1946 a 1986 los Juegos fueron disputados por selecciones amateur   | De 1946 a 1986 los Juegos fueron disputados por selecciones amateur   | De 1946 a 1986 los Juegos fueron disputados por selecciones amateur   |
| San Juan 1966                   | De 1946 a 1986 los Juegos fueron disputados por selecciones amateur   | De 1946 a 1986 los Juegos fueron disputados por selecciones amateur   | De 1946 a 1986 los Juegos fueron disputados por selecciones amateur   | De 1946 a 1986 los Juegos fueron disputados por selecciones amateur   | De 1946 a 1986 los Juegos fueron disputados por selecciones amateur   | De 1946 a 1986 los Juegos fueron disputados por selecciones amateur   | De 1946 a 1986 los Juegos fueron disputados por selecciones amateur   | De 1946 a 1986 los Juegos fueron disputados por selecciones amateur   |
| Panamá 1970                     | De 1946 a 1986 los Juegos fueron disputados por selecciones amateur   | De 1946 a 1986 los Juegos fueron disputados por selecciones amateur   | De 1946 a 1986 los Juegos fueron disputados por selecciones amateur   | De 1946 a 1986 los Juegos fueron disputados por selecciones amateur   | De 1946 a 1986 los Juegos fueron disputados por selecciones amateur   | De 1946 a 1986 los Juegos fueron disputados por selecciones amateur   | De 1946 a 1986 los Juegos fueron disputados por selecciones amateur   | De 1946 a 1986 los Juegos fueron disputados por selecciones amateur   |
| Santo Domingo 1974              | De 1946 a 1986 los Juegos fueron disputados por selecciones amateur   | De 1946 a 1986 los Juegos fueron disputados por selecciones amateur   | De 1946 a 1986 los Juegos fueron disputados por selecciones amateur   | De 1946 a 1986 los Juegos fueron disputados por selecciones amateur   | De 1946 a 1986 los Juegos fueron disputados por selecciones amateur   | De 1946 a 1986 los Juegos fueron disputados por selecciones amateur   | De 1946 a 1986 los Juegos fueron disputados por selecciones amateur   | De 1946 a 1986 los Juegos fueron disputados por selecciones amateur   |
| Medellín 1978                   | De 1946 a 1986 los Juegos fueron disputados por selecciones amateur   | De 1946 a 1986 los Juegos fueron disputados por selecciones amateur   | De 1946 a 1986 los Juegos fueron disputados por selecciones amateur   | De 1946 a 1986 los Juegos fueron disputados por selecciones amateur   | De 1946 a 1986 los Juegos fueron disputados por selecciones amateur   | De 1946 a 1986 los Juegos fueron disputados por selecciones amateur   | De 1946 a 1986 los Juegos fueron disputados por selecciones amateur   | De 1946 a 1986 los Juegos fueron disputados por selecciones amateur   |
| La Habana 1982                  | De 1946 a 1986 los Juegos fueron disputados por selecciones amateur   | De 1946 a 1986 los Juegos fueron disputados por selecciones amateur   | De 1946 a 1986 los Juegos fueron disputados por selecciones amateur   | De 1946 a 1986 los Juegos fueron disputados por selecciones amateur   | De 1946 a 1986 los Juegos fueron disputados por selecciones amateur   | De 1946 a 1986 los Juegos fueron disputados por selecciones amateur   | De 1946 a 1986 los Juegos fueron disputados por selecciones amateur   | De 1946 a 1986 los Juegos fueron disputados por selecciones amateur   |
| Santiago de los Caballeros 1986 | De 1946 a 1986 los Juegos fueron disputados por selecciones amateur   | De 1946 a 1986 los Juegos fueron disputados por selecciones amateur   | De 1946 a 1986 los Juegos fueron disputados por selecciones amateur   | De 1946 a 1986 los Juegos fueron disputados por selecciones amateur   | De 1946 a 1986 los Juegos fueron disputados por selecciones amateur   | De 1946 a 1986 los Juegos fueron disputados por selecciones amateur   | De 1946 a 1986 los Juegos fueron disputados por selecciones amateur   | De 1946 a 1986 los Juegos fueron disputados por selecciones amateur   |
| Ciudad de México 1990           | En 1990 los Juegos fueron disputados por selecciones sub-23           | En 1990 los Juegos fueron disputados por selecciones sub-23           | En 1990 los Juegos fueron disputados por selecciones sub-23           | En 1990 los Juegos fueron disputados por selecciones sub-23           | En 1990 los Juegos fueron disputados por selecciones sub-23           | En 1990 los Juegos fueron disputados por selecciones sub-23           | En 1990 los Juegos fueron disputados por selecciones sub-23           | En 1990 los Juegos fueron disputados por selecciones sub-23           |
| Ponce 1993                      | Medalla de plata                                                      | 2.º                                                                   | 5                                                                     | 3                                                                     | 0                                                                     | 2                                                                     | 11                                                                    | 4                                                                     |
| Maracaibo 1998                  | Medalla de plata                                                      | 2.º                                                                   | 6                                                                     | 5                                                                     | 0                                                                     | 1                                                                     | 11                                                                    | 4                                                                     |
| San Salvador 2002               | Desde 2002 los Juegos son disputados por selecciones sub-21           | Desde 2002 los Juegos son disputados por selecciones sub-21           | Desde 2002 los Juegos son disputados por selecciones sub-21           | Desde 2002 los Juegos son disputados por selecciones sub-21           | Desde 2002 los Juegos son disputados por selecciones sub-21           | Desde 2002 los Juegos son disputados por selecciones sub-21           | Desde 2002 los Juegos son disputados por selecciones sub-21           | Desde 2002 los Juegos son disputados por selecciones sub-21           |
| Total                           |                                                                       | -                                                                     | 11                                                                    | 8                                                                     | 0                                                                     | 3                                                                     | 22                                                                    | 8                                                                     |

### Juegos Panamericanos
| Edición               | Resultado                                                           | Posición                                                            | PJ                                                                  | PG                                                                  | PE                                                                  | PP                                                                  | GF                                                                  | GC                                                                  |
| --------------------- | ------------------------------------------------------------------- | ------------------------------------------------------------------- | ------------------------------------------------------------------- | ------------------------------------------------------------------- | ------------------------------------------------------------------- | ------------------------------------------------------------------- | ------------------------------------------------------------------- | ------------------------------------------------------------------- |
| Bueno Aires 1951      | De 1951 a 1987 los Juegos fueron disputados por selecciones amateur | De 1951 a 1987 los Juegos fueron disputados por selecciones amateur | De 1951 a 1987 los Juegos fueron disputados por selecciones amateur | De 1951 a 1987 los Juegos fueron disputados por selecciones amateur | De 1951 a 1987 los Juegos fueron disputados por selecciones amateur | De 1951 a 1987 los Juegos fueron disputados por selecciones amateur | De 1951 a 1987 los Juegos fueron disputados por selecciones amateur | De 1951 a 1987 los Juegos fueron disputados por selecciones amateur |
| Ciudad de México 1955 | De 1951 a 1987 los Juegos fueron disputados por selecciones amateur | De 1951 a 1987 los Juegos fueron disputados por selecciones amateur | De 1951 a 1987 los Juegos fueron disputados por selecciones amateur | De 1951 a 1987 los Juegos fueron disputados por selecciones amateur | De 1951 a 1987 los Juegos fueron disputados por selecciones amateur | De 1951 a 1987 los Juegos fueron disputados por selecciones amateur | De 1951 a 1987 los Juegos fueron disputados por selecciones amateur | De 1951 a 1987 los Juegos fueron disputados por selecciones amateur |
| Chicago 1959          | De 1951 a 1987 los Juegos fueron disputados por selecciones amateur | De 1951 a 1987 los Juegos fueron disputados por selecciones amateur | De 1951 a 1987 los Juegos fueron disputados por selecciones amateur | De 1951 a 1987 los Juegos fueron disputados por selecciones amateur | De 1951 a 1987 los Juegos fueron disputados por selecciones amateur | De 1951 a 1987 los Juegos fueron disputados por selecciones amateur | De 1951 a 1987 los Juegos fueron disputados por selecciones amateur | De 1951 a 1987 los Juegos fueron disputados por selecciones amateur |
| Sao Paulo 1963        | De 1951 a 1987 los Juegos fueron disputados por selecciones amateur | De 1951 a 1987 los Juegos fueron disputados por selecciones amateur | De 1951 a 1987 los Juegos fueron disputados por selecciones amateur | De 1951 a 1987 los Juegos fueron disputados por selecciones amateur | De 1951 a 1987 los Juegos fueron disputados por selecciones amateur | De 1951 a 1987 los Juegos fueron disputados por selecciones amateur | De 1951 a 1987 los Juegos fueron disputados por selecciones amateur | De 1951 a 1987 los Juegos fueron disputados por selecciones amateur |
| Winnipeg 1967         | De 1951 a 1987 los Juegos fueron disputados por selecciones amateur | De 1951 a 1987 los Juegos fueron disputados por selecciones amateur | De 1951 a 1987 los Juegos fueron disputados por selecciones amateur | De 1951 a 1987 los Juegos fueron disputados por selecciones amateur | De 1951 a 1987 los Juegos fueron disputados por selecciones amateur | De 1951 a 1987 los Juegos fueron disputados por selecciones amateur | De 1951 a 1987 los Juegos fueron disputados por selecciones amateur | De 1951 a 1987 los Juegos fueron disputados por selecciones amateur |
| Cali 1971             | De 1951 a 1987 los Juegos fueron disputados por selecciones amateur | De 1951 a 1987 los Juegos fueron disputados por selecciones amateur | De 1951 a 1987 los Juegos fueron disputados por selecciones amateur | De 1951 a 1987 los Juegos fueron disputados por selecciones amateur | De 1951 a 1987 los Juegos fueron disputados por selecciones amateur | De 1951 a 1987 los Juegos fueron disputados por selecciones amateur | De 1951 a 1987 los Juegos fueron disputados por selecciones amateur | De 1951 a 1987 los Juegos fueron disputados por selecciones amateur |
| Ciudad de México 1975 | De 1951 a 1987 los Juegos fueron disputados por selecciones amateur | De 1951 a 1987 los Juegos fueron disputados por selecciones amateur | De 1951 a 1987 los Juegos fueron disputados por selecciones amateur | De 1951 a 1987 los Juegos fueron disputados por selecciones amateur | De 1951 a 1987 los Juegos fueron disputados por selecciones amateur | De 1951 a 1987 los Juegos fueron disputados por selecciones amateur | De 1951 a 1987 los Juegos fueron disputados por selecciones amateur | De 1951 a 1987 los Juegos fueron disputados por selecciones amateur |
| San Juan 1979         | De 1951 a 1987 los Juegos fueron disputados por selecciones amateur | De 1951 a 1987 los Juegos fueron disputados por selecciones amateur | De 1951 a 1987 los Juegos fueron disputados por selecciones amateur | De 1951 a 1987 los Juegos fueron disputados por selecciones amateur | De 1951 a 1987 los Juegos fueron disputados por selecciones amateur | De 1951 a 1987 los Juegos fueron disputados por selecciones amateur | De 1951 a 1987 los Juegos fueron disputados por selecciones amateur | De 1951 a 1987 los Juegos fueron disputados por selecciones amateur |
| Caracas 1983          | De 1951 a 1987 los Juegos fueron disputados por selecciones amateur | De 1951 a 1987 los Juegos fueron disputados por selecciones amateur | De 1951 a 1987 los Juegos fueron disputados por selecciones amateur | De 1951 a 1987 los Juegos fueron disputados por selecciones amateur | De 1951 a 1987 los Juegos fueron disputados por selecciones amateur | De 1951 a 1987 los Juegos fueron disputados por selecciones amateur | De 1951 a 1987 los Juegos fueron disputados por selecciones amateur | De 1951 a 1987 los Juegos fueron disputados por selecciones amateur |
| Indianápolis 1987     | De 1951 a 1987 los Juegos fueron disputados por selecciones amateur | De 1951 a 1987 los Juegos fueron disputados por selecciones amateur | De 1951 a 1987 los Juegos fueron disputados por selecciones amateur | De 1951 a 1987 los Juegos fueron disputados por selecciones amateur | De 1951 a 1987 los Juegos fueron disputados por selecciones amateur | De 1951 a 1987 los Juegos fueron disputados por selecciones amateur | De 1951 a 1987 los Juegos fueron disputados por selecciones amateur | De 1951 a 1987 los Juegos fueron disputados por selecciones amateur |
| La Habana 1991        | De 1991 a 2003 los Juegos fueron disputados por selecciones sub-23  | De 1991 a 2003 los Juegos fueron disputados por selecciones sub-23  | De 1991 a 2003 los Juegos fueron disputados por selecciones sub-23  | De 1991 a 2003 los Juegos fueron disputados por selecciones sub-23  | De 1991 a 2003 los Juegos fueron disputados por selecciones sub-23  | De 1991 a 2003 los Juegos fueron disputados por selecciones sub-23  | De 1991 a 2003 los Juegos fueron disputados por selecciones sub-23  | De 1991 a 2003 los Juegos fueron disputados por selecciones sub-23  |
| Mar del Plata 1995    | De 1991 a 2003 los Juegos fueron disputados por selecciones sub-23  | De 1991 a 2003 los Juegos fueron disputados por selecciones sub-23  | De 1991 a 2003 los Juegos fueron disputados por selecciones sub-23  | De 1991 a 2003 los Juegos fueron disputados por selecciones sub-23  | De 1991 a 2003 los Juegos fueron disputados por selecciones sub-23  | De 1991 a 2003 los Juegos fueron disputados por selecciones sub-23  | De 1991 a 2003 los Juegos fueron disputados por selecciones sub-23  | De 1991 a 2003 los Juegos fueron disputados por selecciones sub-23  |
| Winnipeg 1999         | De 1991 a 2003 los Juegos fueron disputados por selecciones sub-23  | De 1991 a 2003 los Juegos fueron disputados por selecciones sub-23  | De 1991 a 2003 los Juegos fueron disputados por selecciones sub-23  | De 1991 a 2003 los Juegos fueron disputados por selecciones sub-23  | De 1991 a 2003 los Juegos fueron disputados por selecciones sub-23  | De 1991 a 2003 los Juegos fueron disputados por selecciones sub-23  | De 1991 a 2003 los Juegos fueron disputados por selecciones sub-23  | De 1991 a 2003 los Juegos fueron disputados por selecciones sub-23  |
| Santo Domingo 2003    | De 1991 a 2003 los Juegos fueron disputados por selecciones sub-23  | De 1991 a 2003 los Juegos fueron disputados por selecciones sub-23  | De 1991 a 2003 los Juegos fueron disputados por selecciones sub-23  | De 1991 a 2003 los Juegos fueron disputados por selecciones sub-23  | De 1991 a 2003 los Juegos fueron disputados por selecciones sub-23  | De 1991 a 2003 los Juegos fueron disputados por selecciones sub-23  | De 1991 a 2003 los Juegos fueron disputados por selecciones sub-23  | De 1991 a 2003 los Juegos fueron disputados por selecciones sub-23  |
| Río de Janeiro 2007   | Medalla de bronce                                                   | 3.º                                                                 | 5                                                                   | 3                                                                   | 2                                                                   | 0                                                                   | 6                                                                   | 1                                                                   |
| Guadalajara 2011      | Desde 2011 los Juegos lo disputan selecciones sub-22                | Desde 2011 los Juegos lo disputan selecciones sub-22                | Desde 2011 los Juegos lo disputan selecciones sub-22                | Desde 2011 los Juegos lo disputan selecciones sub-22                | Desde 2011 los Juegos lo disputan selecciones sub-22                | Desde 2011 los Juegos lo disputan selecciones sub-22                | Desde 2011 los Juegos lo disputan selecciones sub-22                | Desde 2011 los Juegos lo disputan selecciones sub-22                |
| Total                 |                                                                     | -                                                                   | 5                                                                   | 3                                                                   | 2                                                                   | 0                                                                   | 6                                                                   | 1                                                                   |

### Premios individuales en la Copa del Mundo sub-20
| año  | Bota de Bronce  |
| 1977 | Luis Plascencia |
| 1991 | Pedro Pineda    |
| 1993 | Vicente Nieto   |
| ---- | --------------- |

| año  | Balón de Bronce       |
| 2007 | Giovani Dos Santos    |
| 2011 | Jorge Enríquez García |
| ---- | --------------------- |

| año  | Bota de Plata       |
| 1985 | Alberto García Aspe |
| ---- | ------------------- |

## Resultados

### Últimos encuentros
- Actualizado al 15 de junio de 2025.

| Fecha      | Ciudad            | Local     | Resultado | Visitante      | Competencia                    |
| ---------- | ----------------- | --------- | --------- | -------------- | ------------------------------ |
| 22-03-2025 | La Nucía          | México    | 0:3       | Estados Unidos | Partido amistoso               |
| 24-03-2025 | La Nucía          | Francia   | 1:0       | México         | Partido amistoso               |
| 04-06-2025 | Fos-sur-Mer       | Dinamarca | 3:3       | México         | Torneo Maurice Revello de 2025 |
| 07-06-2025 | Aviñón            | Japón     | 1:1       | México         | Torneo Maurice Revello de 2025 |
| 10-06-2025 | Aubagne           | México    | 3:3       | Congo          | Torneo Maurice Revello de 2025 |
| 13-06-2025 | Salon-de-Provence | Francia   | 3:1       | México         | Torneo Maurice Revello de 2025 |
| 10-06-2025 | Salon-de-Provence | Dinamarca | 2:1       | México         | Torneo Maurice Revello de 2025 |

## Jugadores

### Última convocatoria
Convocatoria para disputar partidos amistosos, que se desarrollarán en Argentina del 6 al 11 de septiembre.
| N.º | Nombre                  | Posición      | Edad    | Club                 |
| --- | ----------------------- | ------------- | ------- | -------------------- |
| -   | Emmanuel Ochoa          | Portero       | 20 años | San Jose Earthquakes |
| -   | José Eulogio            | Portero       | 21 años | Pachuca              |
| -   | Alfredo Gutiérrez       | Defensa       | 22 años | Necaxa               |
| -   | Diego Martínez          | Defensa       | 21 años | Santos Laguna        |
| -   | Isaías Violante         | Defensa       | 21 años | Toluca               |
| -   | Juan Tejeda             | Defensa       | 22 años | Santos Laguna        |
| -   | Rafael Guerrero         | Defensa       | 22 años | Cruz Azul            |
| -   | Rodrigo Parra           | Defensa       | 21 años | Tijuana              |
| -   | Christian Torres        | Mediocampista | 21 años | LAFC                 |
| -   | Francisco Pumpido       | Mediocampista | 20 años | Club Atlético Unión  |
| -   | Gael García             | Mediocampista | 21 años | Guadalajara          |
| -   | Héctor Uribe            | Mediocampista | 21 años | León                 |
| -   | Jorge Guzmán            | Mediocampista | 21 años | Atlas                |
| -   | Salvador Mariscal       | Mediocampista | 22 años | Santos Laguna        |
| -   | Sebastián Pérez Bouquet | Mediocampista | 22 años | Juárez               |
| -   | Denzell García          | Delantero     | 21 años | Juárez               |
| -   | Leonardo Flores         | Delantero     | 21 años | LAFC                 |
| -   | Luis Puente             | Delantero     | 22 años | Tapatío              |
| -   | Patricio Salas          | Delantero     | 21 años | América              |
| -   | Ramiro Árciga           | Delantero     | 20 años | Mazatlán             |
|     | Carlos Cariño           | Entrenador    | 47 años |                      |

## Palmarés
- Copa Mundial de Fútbol Sub-20
  - Subcampeón (1): 1977.
  - Tercer lugar(1): 2011.

- Campeonato Sub-20 de la Concacaf
  - Campeón (14): 1962, 1970, 1973, 1974, 1976, 1978, 1980, 1984, 1990, 1992, 2011, 2013, 2015, 2024.

- Juegos Centroamericanos y del Caribe
  - Subcampeón (2): 1993, 1998.

- Juegos Panamericanos
  - Medalla de bronce (1): 2007.